# Motrîne, Kobeleakî
Motrîne (în ucraineană Мотрине) este un sat în comuna Hrîhoro-Brîhadîrivka din raionul Kobeleakî, regiunea Poltava, Ucraina.

## Demografie
Componența lingvistică a localității Motrîne
     Ucraineană (90,2%)
     Rusă (9,8%)
Conform recensământului din 2001, majoritatea populației localității Motrîne era vorbitoare de ucraineană (90,2%), existând în minoritate și vorbitori de rusă (9,8%).